# Hệ thống Công sự Thành phố Komárno
Hệ thống Công sự Thành phố Komárno hay Hệ thống Pháo đài Komárno (Tiếng Slovakia: Fortifikačný systém mesta Komárno, Komárňanský pevnostný systém) nằm ở thành phố Komárno, trên bờ sông Danube và sông Váh. Đây là hệ thống công sự lớn nhất ở Slovakia và đế quốc Áo-Hung trước đây.

## Lịch sử
Hệ thống công sự xây dựng ngay trên khuôn viên của một lâu đài cổ từ năm 1546 và hoàn thành vào năm 1557. Trận lụt năm 1570 khiến pháo đài này bị thiệt hại nặng nề, khiến việc trùng lại mất tới 20 năm (từ năm 1572 đến năm 1592). Giai đoạn năm 1663 - 1673, pháo đài mới được xây dựng ở Leopoldov. Cả hai pháo đài đều bị hư hại do động đất năm 1763 và 1783. Động lực cho việc khôi phục lại pháo đài bắt đầu khi xảy ta các cuộc chiến tranh của Napoléon. Quá trình tái thiết và hoàn thiện kéo dài từ năm 1808 đến năm 1815.
Trong thế kỷ 20, hệ thống công sự tiếp tục được khôi phục. Tất cả các tòa nhà chính từ hệ thống công sự ban đầu đều được bảo tồn, ngoại trừ phần phía bên trái sông Váh. Ngày 13 tháng 5 năm 1970, hệ thống pháo đài Komárno trở thành di tích văn hóa cấp quốc gia và bao gồm 45 tòa nhà. Di sản này đang được đề xuất trở thành Di sản Thế giới của UNESCO dưới tên gọi của Hệ thống Công sự tại hợp lưu của sông Danube và sông Váh ở Komárno - Komárom.

## Các bộ phận của hệ thống công sự
Hệ thống công sự của thị trấn Komárno là một phức hợp kiểu đa giác, gồm các yếu tố sau:
- Phòng tuyến Palatine bảo vệ phía tây của thành phố.[5]
- Tuyến Vážská củng cố phòng thủ cho thị trấn phía bắc trên hữu ngạn sông Váh.[6]
- Vážské předmostí phía Slovakia, tả ngạn sông Váh và sông Danube.[7]
- Đầu cầu Danube ở phía Hungary, hữu ngạn sông Danube, là một phần của pháo đài Csillág
- Pháo đài Monoštor (Sandberg) ở bên phải bờ sông Danube của Hungary, đối diện với mũi phía tây của Đảo Elizabeth, bảo vệ Komárom từ phía tây.[8]
- Pháo đài Igmánd phía Hungary của sông Danube bảo vệ Komárom từ phía nam.[9]
- Pháo đài chống Thổ Nhĩ Kỳ nằm ở giữa hệ thống công sự, trong lòng cửa sông Váh vào sông Danube.

## Một số hình ảnh

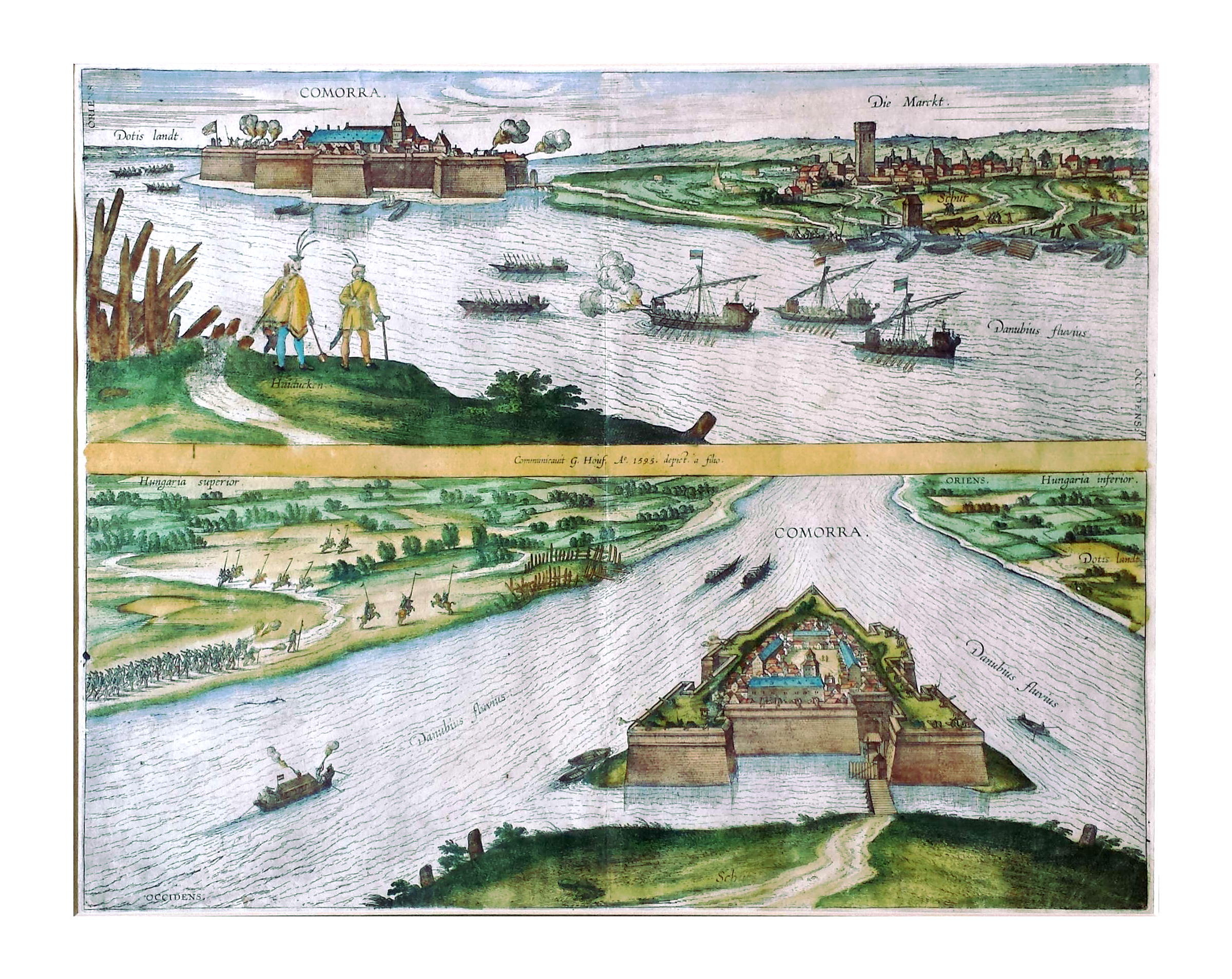
Pháo đài cũ - bản vẽ
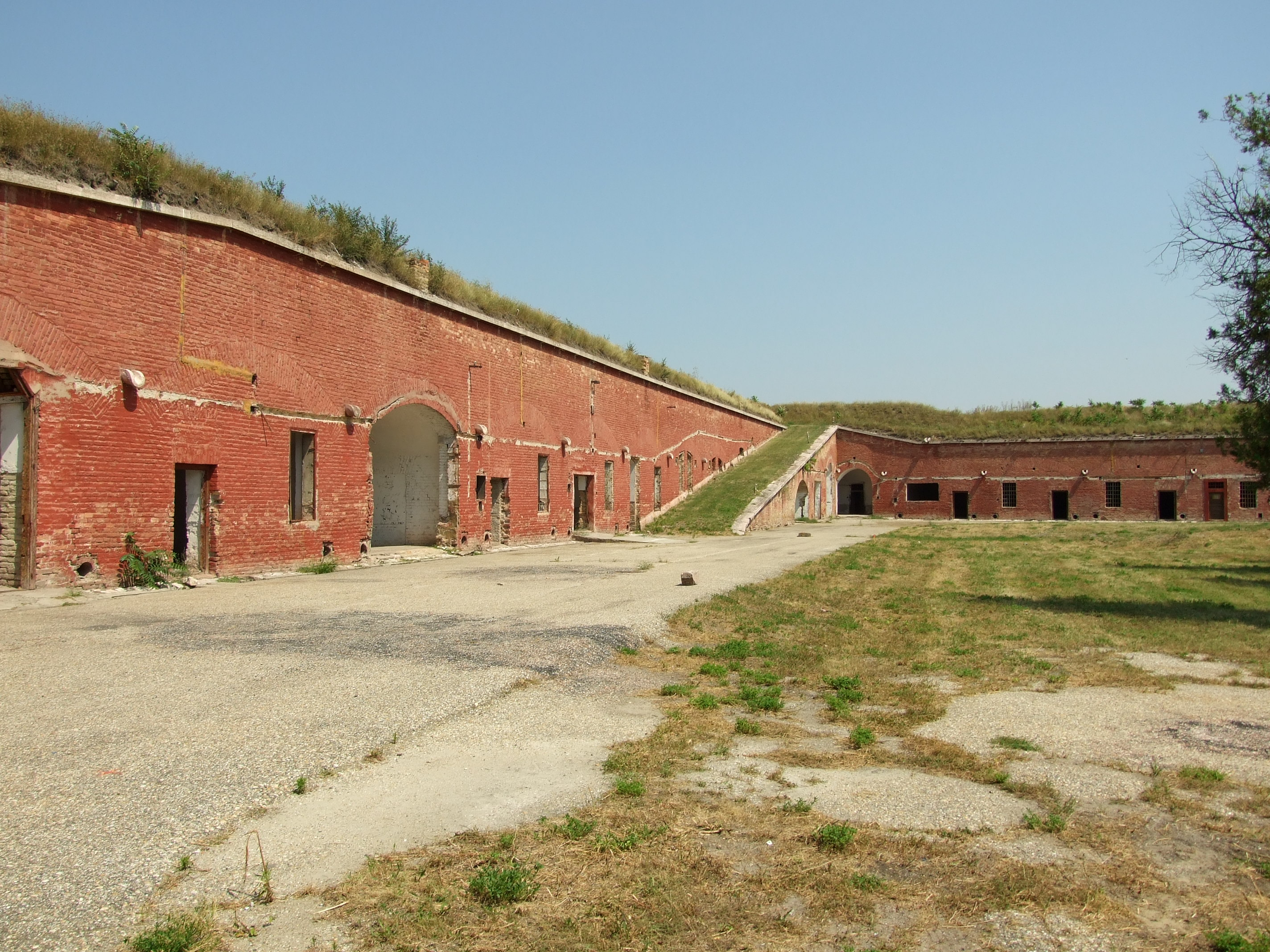
Sân trong pháo đài cũ
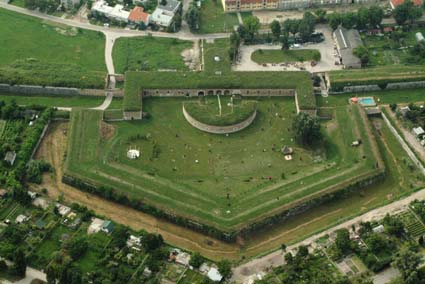
Bastion V, pháo đài cuối cùng của Phòng tuyến Palatine
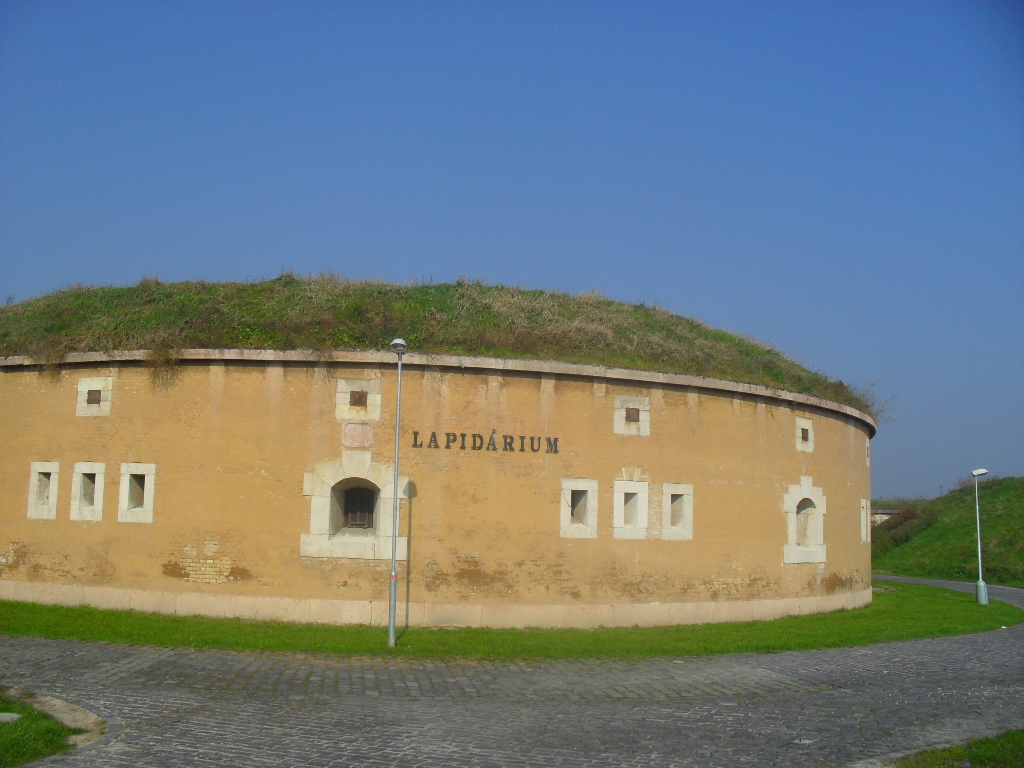
Bastion VI, pháo đài đầu tiên của tuyến Vážská
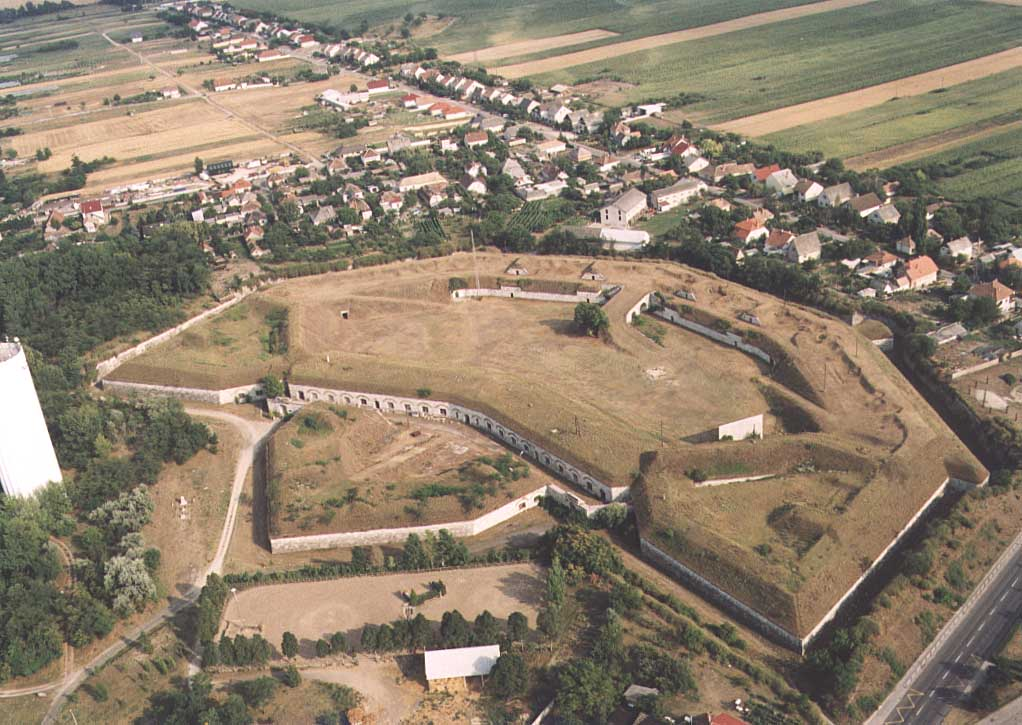
Pháo đài Igman
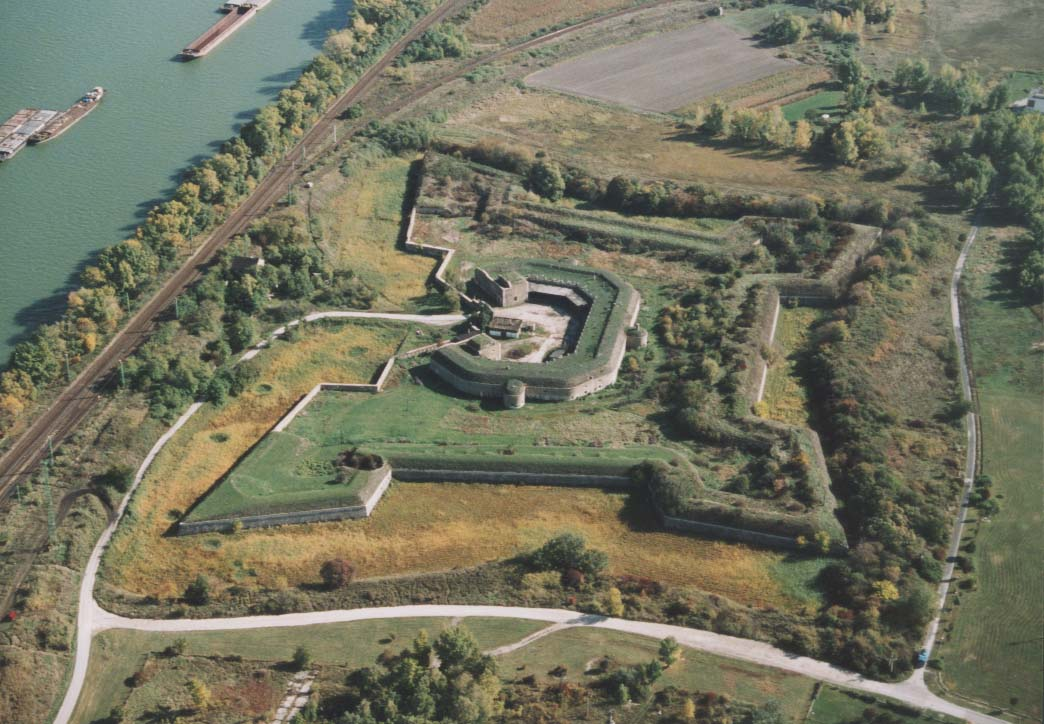
Đầu cầu sông Danube
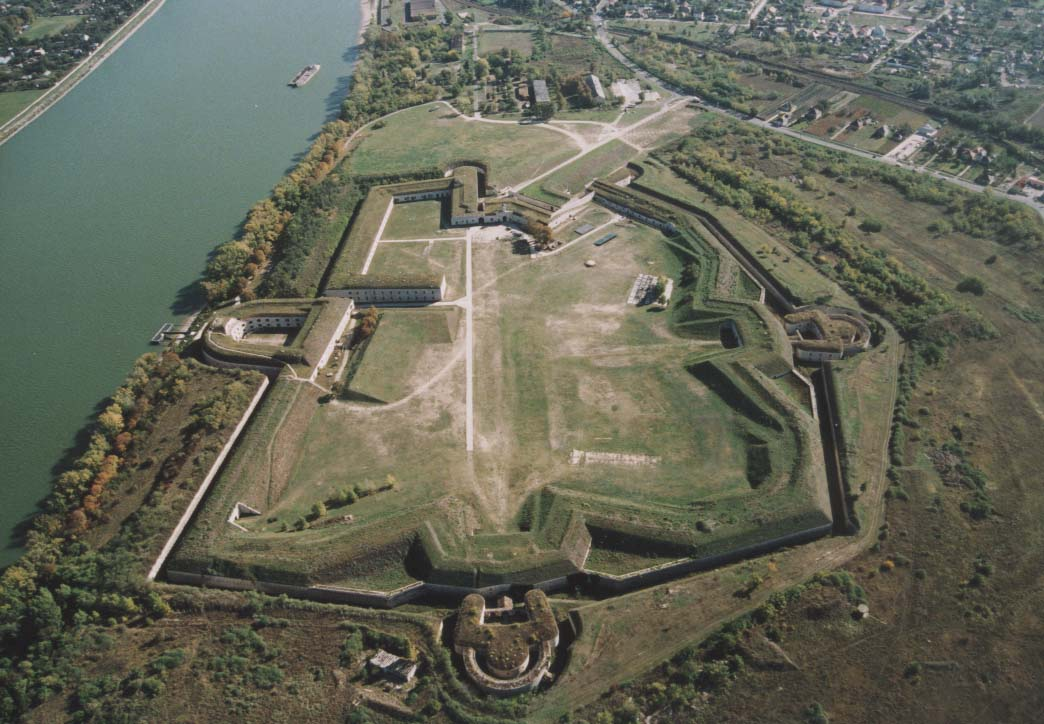
Pháo đài Monostor

## Liên kết